# Garudásana

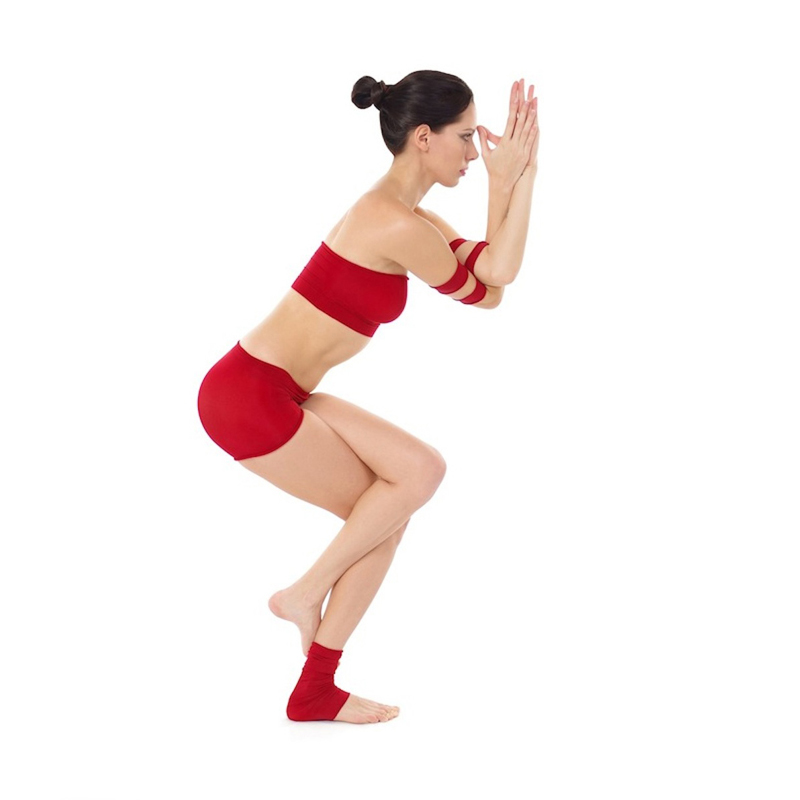
Garudásana

Garudásana ( गरुडासन) neboli Orel je jednou z ásan.

## Etymologie
V Sanskritu 'garud' (हला) znamená orel a 'ásana' (आसन) posed.

## Postup
- Roztáhnout paže ve tvaru křídel a s výdechem překřižit levou paži přes pravou.
- Pokrčit paže, obtočit a spojit dlaně proti sobě.
- S výdechem pokrčit levou nohu a překřižit pravou nohu přes levou , pravý nárt se dostane za levé lýtko
- S nádechem otevřít žebra, protáhnout se jako při vzletu
- podřepnout spolu s výdechem a lokty na úroveň ramen.